# Meusebach

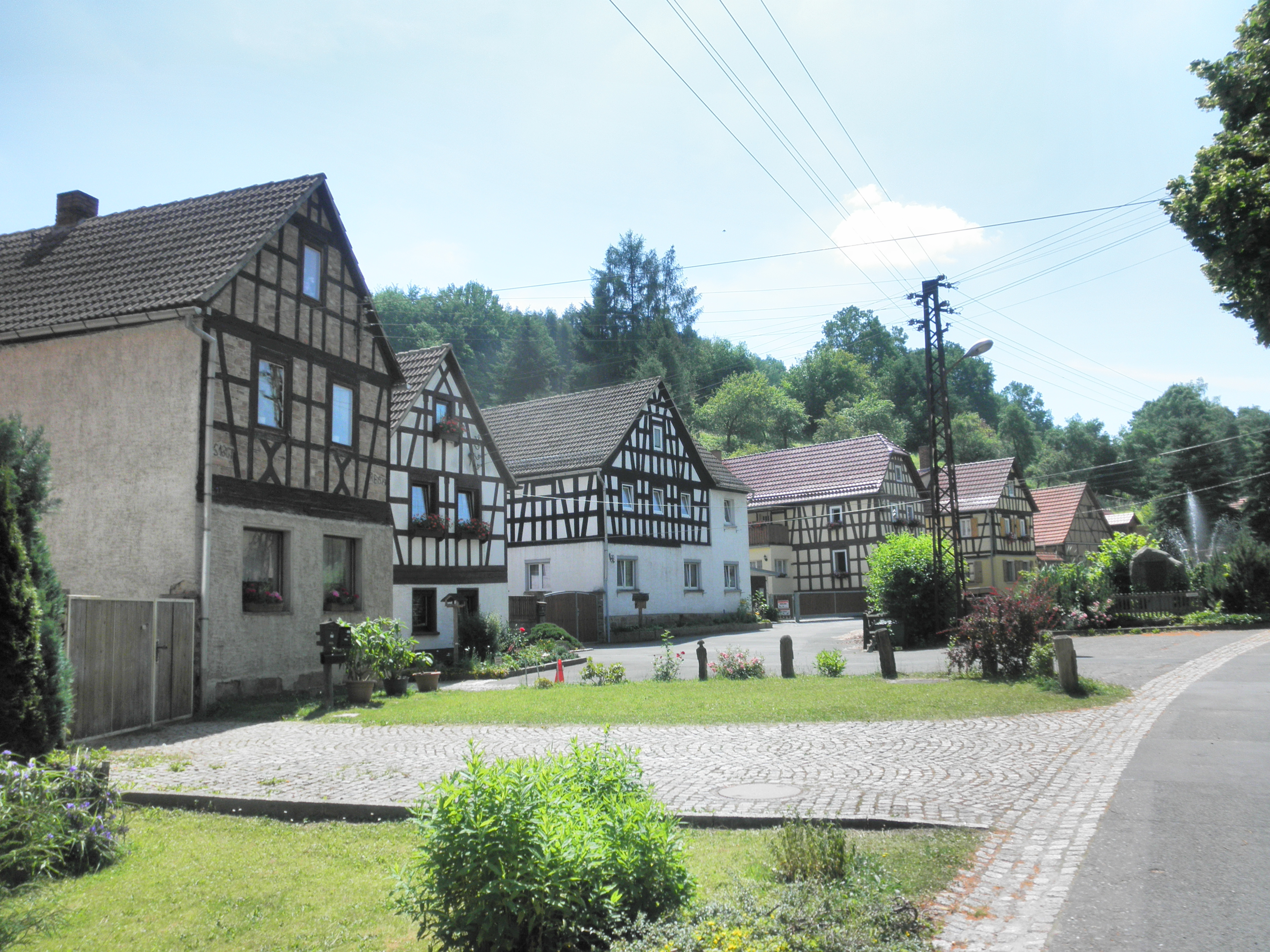
Fachwerkhäuser in Meusebach

Meusebach ist eine Gemeinde im Süden des Saale-Holzland-Kreises und Teil der Verwaltungsgemeinschaft Hügelland/Täler. Der Ort Meusebach hat den Beinamen „Dorf ohne Spatzen“. Die Bezeichnung beruht auf einer Sage, in der zunächst zwei Sperlinge als Hochzeitsgeschenk ins Dorf gebracht werden. Sie vermehren sich so stark, dass sie die Ernte durch Wegpicken der Saat bedrohen. Ein Jäger befreit dann das Dorf von den Spatzen, indem er zwei Wagenladungen Fichten- und Buchensamen aussät, durch die die gleiche Anzahl von Spatzen verbannt werden.

## Geografie
Meusebach liegt in einem gewundenen Seitental, mit nur einer Zufahrtsstraße.

## Geschichte
Urkundlich wurde der Ort erstmals am 8. Dezember 1271 genannt.
Meusebach besaß im Mittelalter einen befestigten Ersatzwohnplatz im Rundwallhof einer Kirche, etwa 3 km südöstlich vom heutigen Ort entfernt. Die Wüste Kirche war mit einer Wallanlage und einem Graben umgeben. Innerhalb des Walles sind noch Mauerreste vorhanden, auch eine Quellfassung ist noch erkennbar.

## Sehenswürdigkeiten
Die Sehenswürdigkeiten in und bei Meusebach sind gut ausgeschildert und auf Schautafeln instruktiv dargestellt
- Erhaltene und wiederhergestellte Fachwerkhäuser
- Altes Forsthaus: auf den Fundamenten des Stammsitzes derer von Meusebach. Ab 1543 Dienstsitz der Kurfürstlichen Wildmeister. 1547 abgebrannt, jetziger Bau von 1657. Bis 1952 Revierförsterei, dann durch die Gemeinde für kulturelle Zwecke genutzt. Seit 1998 in Privatbesitz und gut saniert.
- 250-jähriger Tulpenbaum: vor dem Südgiebel des Alten Forsthauses. Er ist 22 m hoch und steht jeweils Anfang Juni in voller Blüte. Naturdenkmal.
- Das Franzosenkreuz nahe Meusebach: zum Andenken an einen französischen Soldaten, der von den Dorfbewohnern erschlagen worden sein soll, damit er ihr verstecktes Dorf nicht an seine plündernden Genossen verraten konnte
- Der Wildmeisterstein
- Industriedenkmal Köhlerei bei Meusebach: bis zur Wende wurde hier Holzkohle für den Westexport hergestellt
- Nachgebautes Mittelalterliches Wehrdorf bei Meusebach (betrieben vom Landsknechtsverein Verlorenes Fähnlein e. V.)
- Albrechts-Eiche nordwestlich des Ortes an der Zugangsstraße: Naturdenkmal, gepflanzt 1712 zu Ehren von Christian Albrecht von Meusebach
- Wüste Kirche: siehe oben bei Geschichte

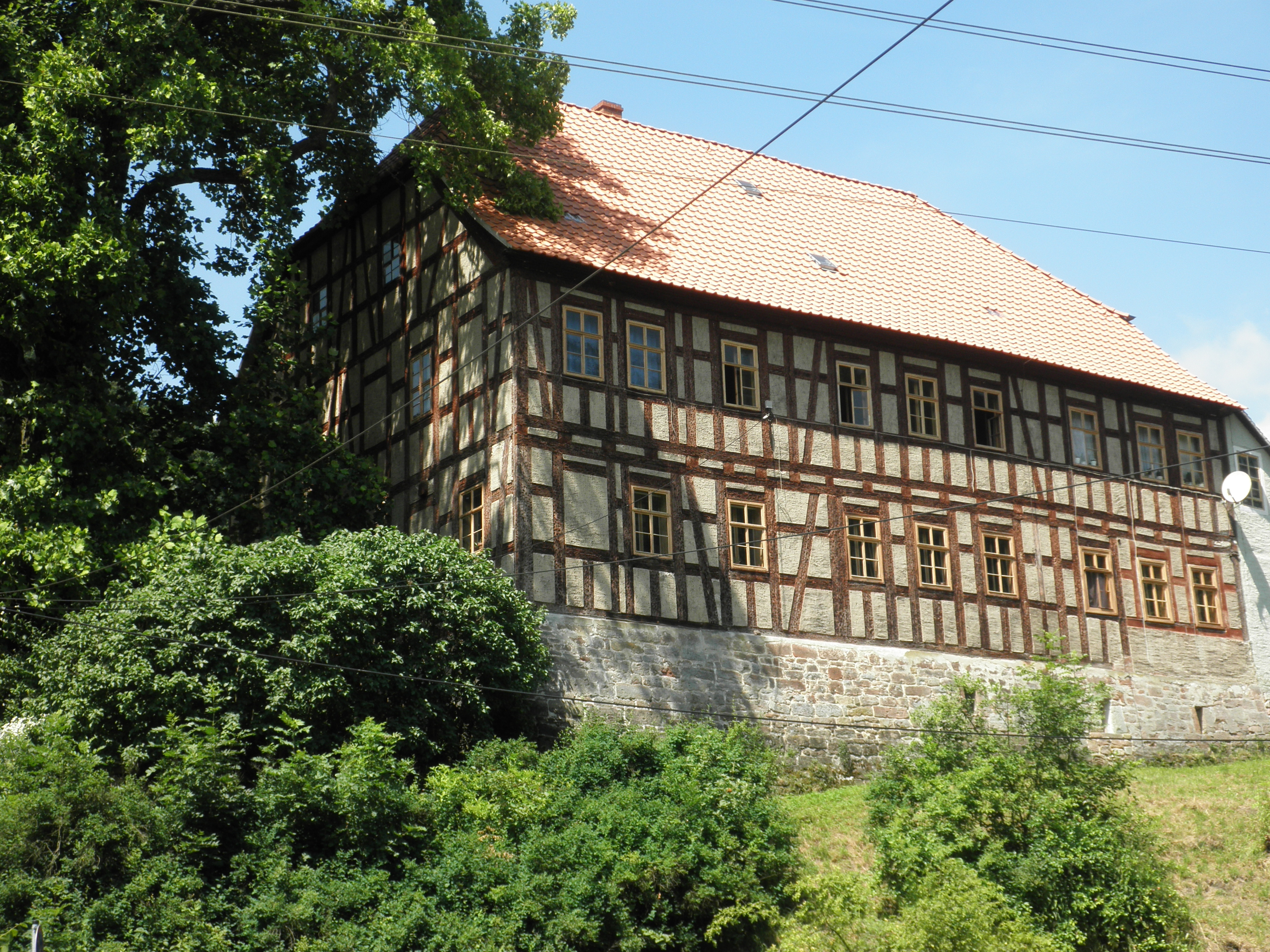
Altes Forsthaus von 1657
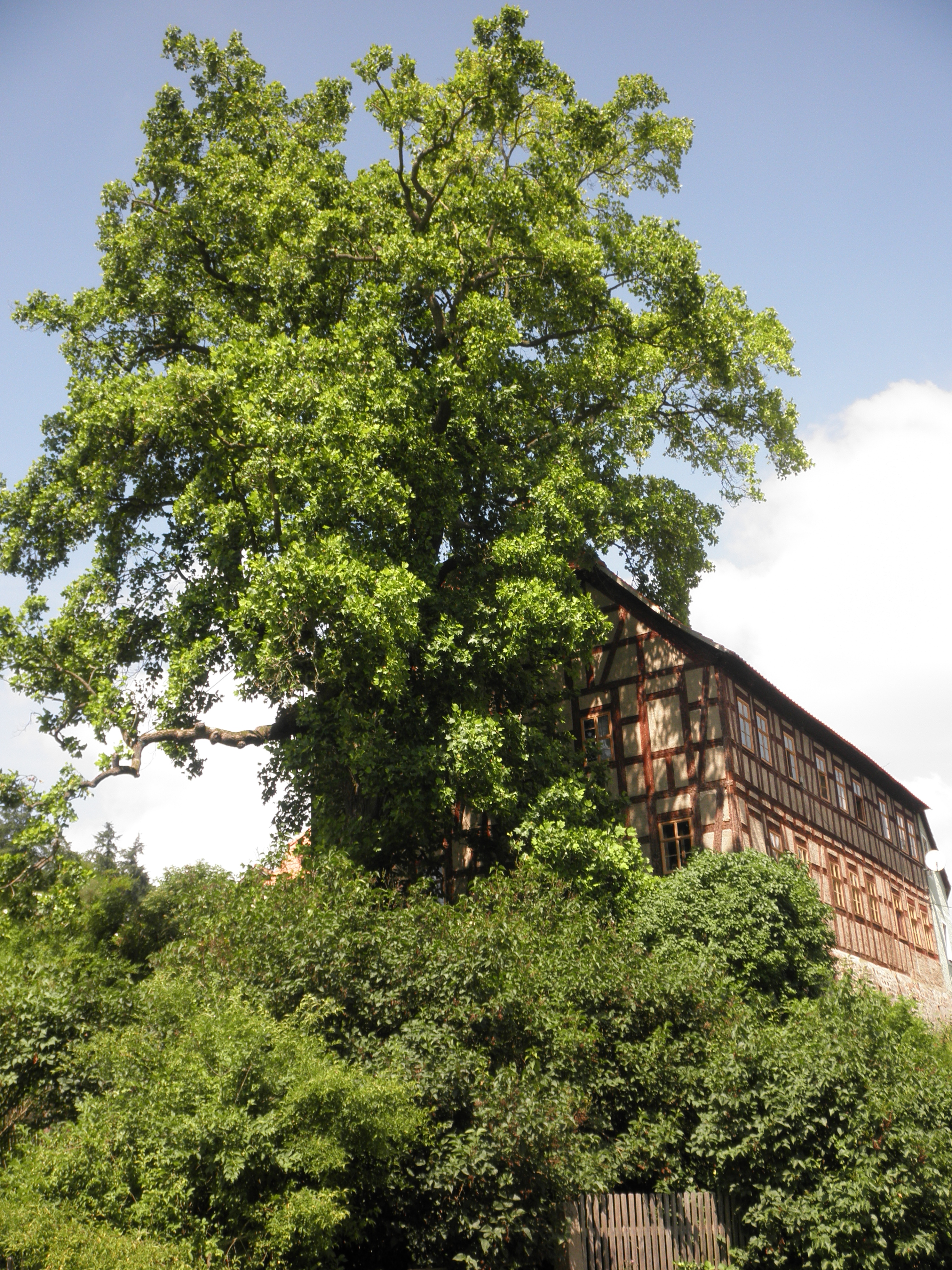
Tulpenbaum beim Forsthaus
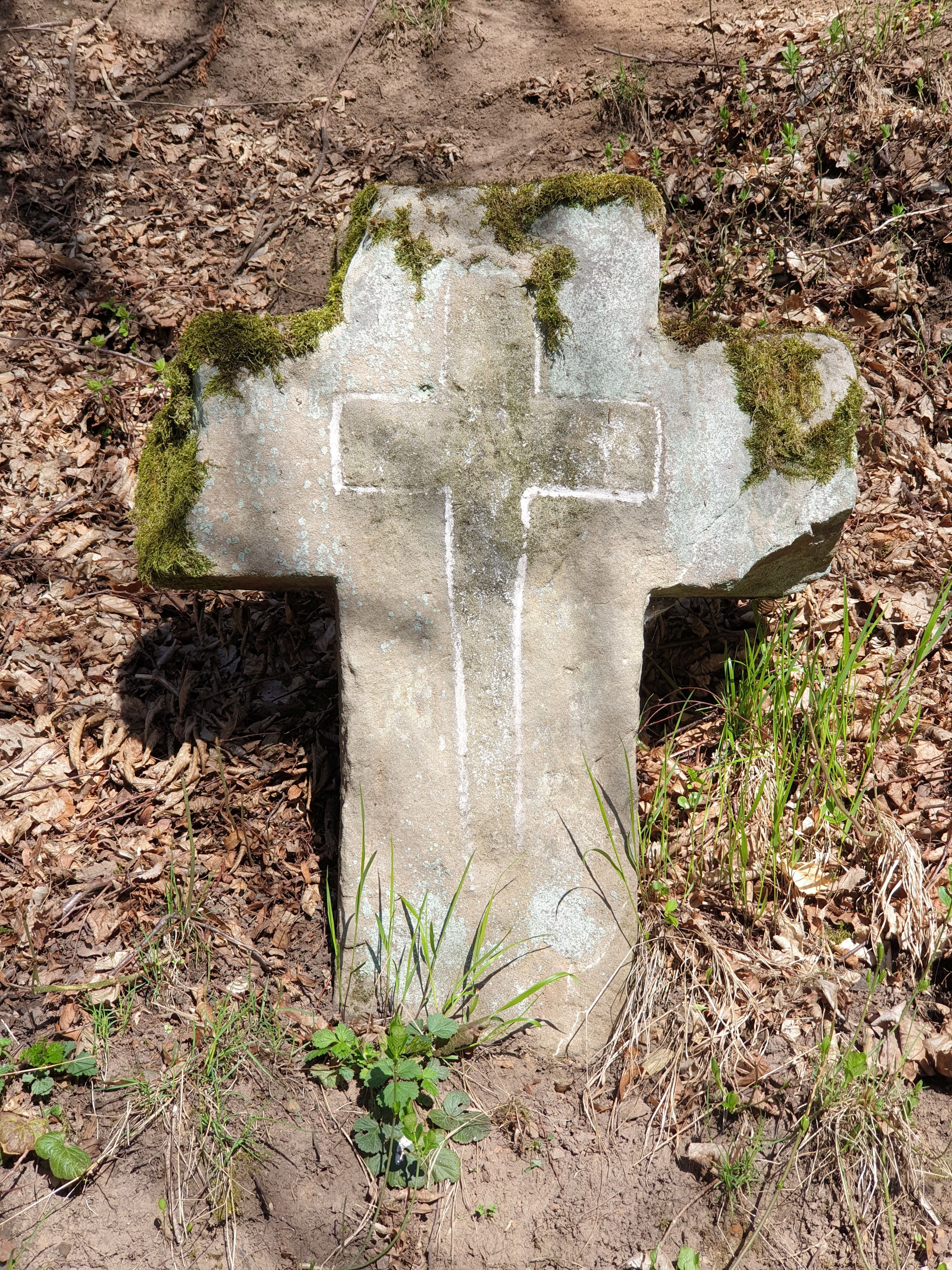
Franzosenkreuz
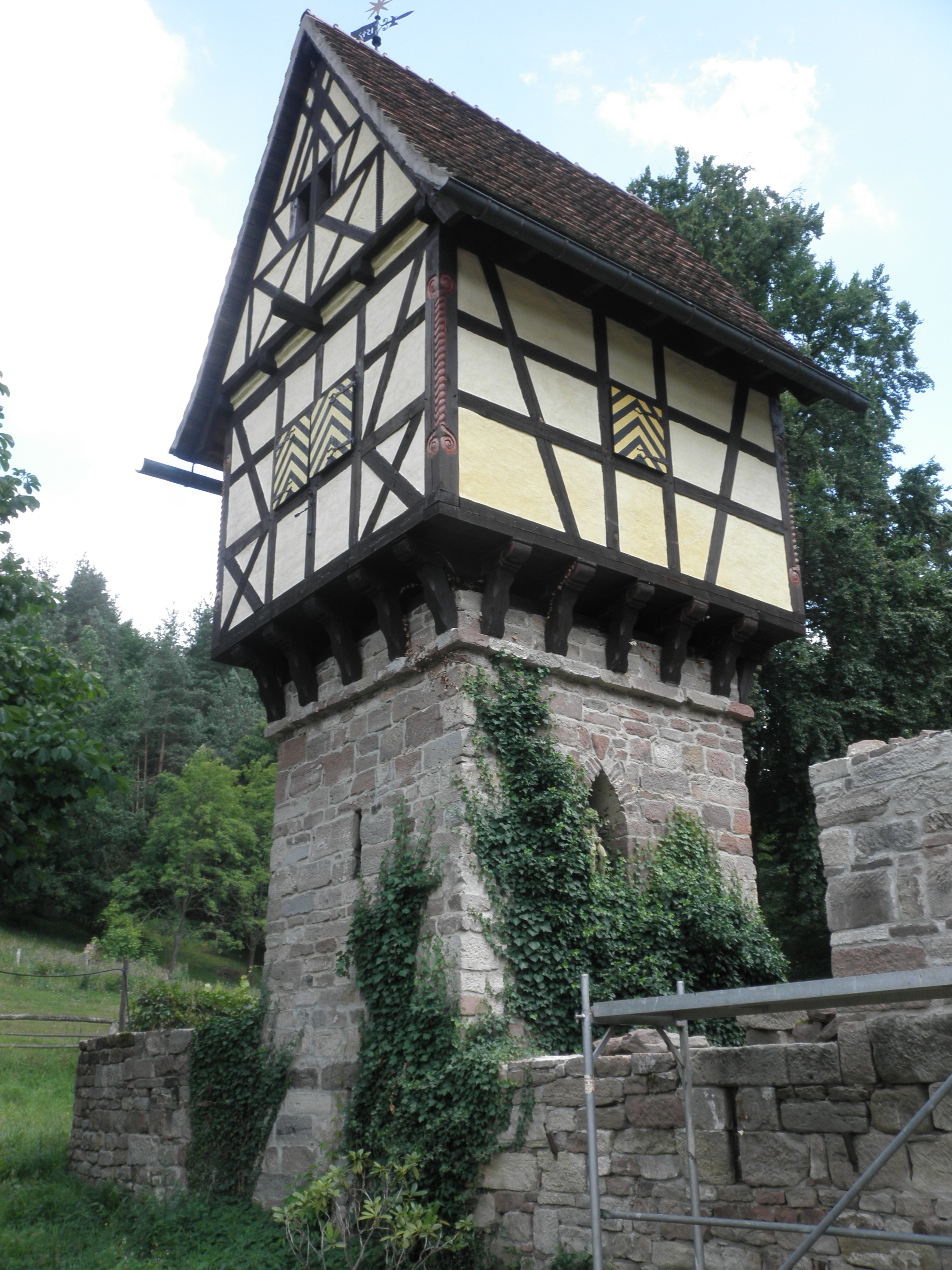
Befestigtes "Mittelalterdorf" bei Meusebach